# Jardin public
 (février 2008).

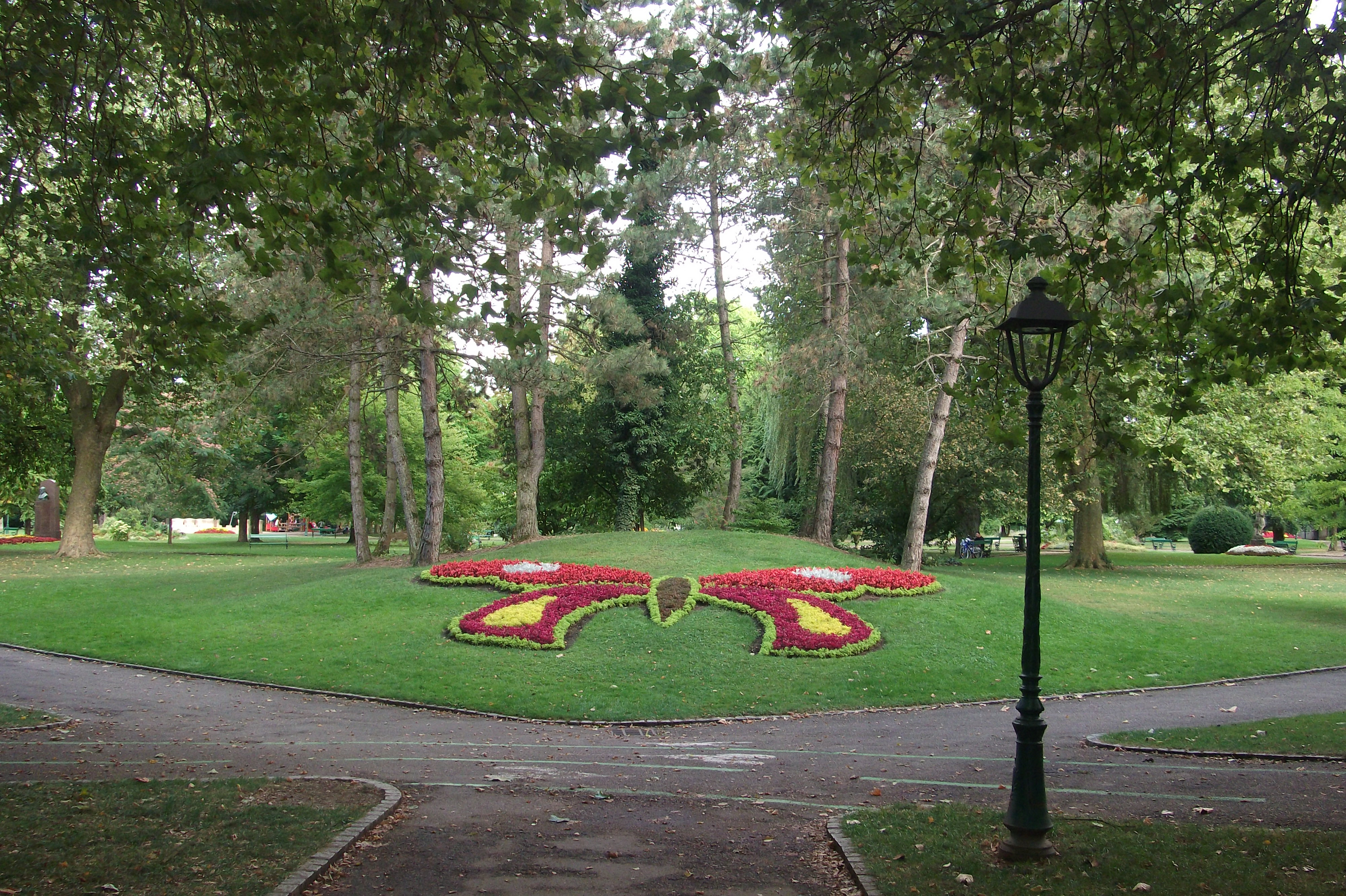
Le Jardin anglais de Vesoul (labellisé Jardin remarquable), dans la Haute-Saône.

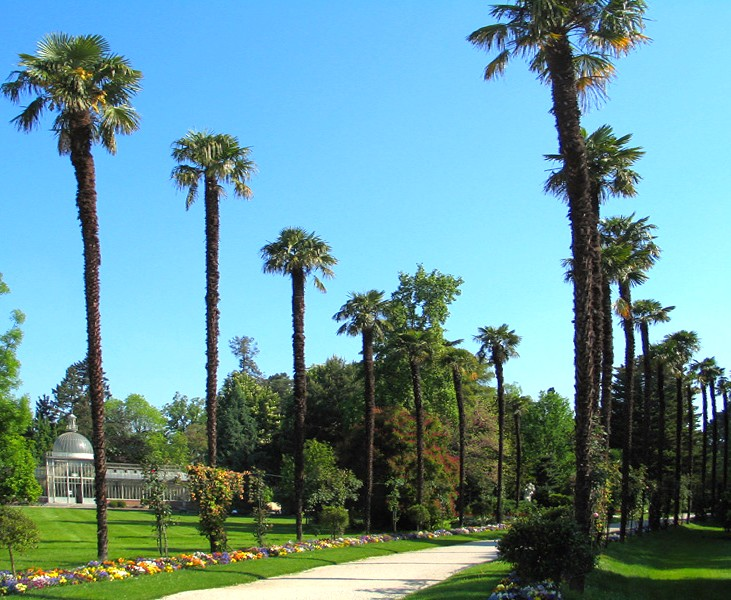
Le jardin public se distingue du parc par le caractère construit de son paysage et de sa végétation. L'utilisation d'espèces végétales remarquables étrangères au lieu, parfois même exotiques, est une de ses caractéristiques. Le jardin Massey de Tarbes aligne des Palmiers de Chine (Trachycarpus fortunei).

Un jardin public ou parc paysager est un terrain paysagé et planté, formé de bois ou de prairies, comprenant parfois des pièces d'eau, dans lequel ont été tracés des allées et des chemins destinés à la promenade ou à l’agrément du public. Il est parfois enclos. 

## Historique

### Les origines
Jusqu'au XVIIe siècle, les jardins, utilitaires ou d'agrément, restent l'apanage des classes aisées. Seuls certains privilégiés, abbayes et aristocrates, en possèdent. Ces jardins privés ne seront ouverts qu'avec parcimonie à un public restreint.
Faute de pouvoir y accéder, la population se promène aux abords des remparts et se rassemble aux portes des villes, dans les espaces dégagés de prairies ou de plaines.
La Renaissance est marquée par la création de riches jardins, la plupart privés, à l'exception des jardins botaniques, tournés vers l'alimentation et l'utilisation médicale. Ils jouent en effet un rôle pédagogique : d'abord réservés à l'enseignement, ils s'ouvrent à des publics plus larges. C'est en Italie que naissent les premiers de ces jardins à Pise (1544) et à Padoue (1545—1546). Ils sont suivis par ceux de Breslau (actuellement Wrocław en Pologne), de Leyde et de Montpellier.
Au XVIIe siècle, la ville s'ouvre. La monarchie absolue est à son zénith. L'architecture et l'agencement des parcs sont le reflet d'un désir d'ostentation royale.

### Les jardins historiques ouverts au public
- Alameda de Hércules de Séville (1574)
- Promenade de San Pablo de Écija à Séville (1578) (disparu)
- Alameda Central, Mexico D.F. (1592)
- Forest Moorfields, Londres (1605) (disparu)
- Alameda de los Descalzos, Lima (1611)
- Champs-Élysées, Paris (1640)
- Unter den Linden, Berlin (1647) ; à l'origine un parc royal privé urbain
- Promenade Cours Mirabeau, Aix-en-Provence (1649-1658)
- Promenade de Chamars, Besançon (1653)
- Promenade au sud du Mur d'Aurélien, Rome (jusqu'en 1658, disparue
- Parc de la Colombiere, Dijon (1672)
- Parc de la Hotoie, Amiens (1678)
- Place des Vosges, Paris (1682)
- Kongens Nytorv, Copenhague (1690)[4]

Ces jardins ne possédaient cependant pas le statut de jardins publics de l'époque contemporaine et satisfaisaient avant tout le désir de la monarchie ou de l'aristocratie d'exprimer leur emprise sur la ville.
Au siècle des Lumières, d'un bout à l'autre de l'Europe, les jardins font l'objet d'un fort engouement mais c'est en Angleterre que nait un nouveau style : le jardin paysager (landscape gardening). Pour autant, l'accès du public aux parcs de la noblesse est restreint à quelques allées : « tout dans les jardins publics est sacrifié à ceux qui ont des chevaux et des voitures ».
En France, ce n'est qu'en 1789 que le bouleversement de la Révolution entrouvre les portes des hôtels et demeures urbaines de l’aristocratie et du clergé.
Derrière les murs, le peuple ébahi découvre la nature ordonnée des jardins à la française ou l’exubérance pittoresque des jardins à l’anglaise. Devenus biens nationaux, conservés en tout ou partie, ces vastes jardins privés sont mis à la disposition du public.
Le jardin public, dans son acception moderne, est né : « un espace urbain naturaliste, planté, paysagé et entretenu par la collectivité pour l’agrément de tous ».
- Hyde Park, Londres (1728). Source: Real jardin privé dans les jardins de Kensington.
- Promenade Recoletos | Salón del Prado, Madrid (1763)
- Jardin de Floridablanca, Murcia (1786)
- Campo Grande, Valladolid (1787)

### LeXIXesiècleet les premiers jardins publics

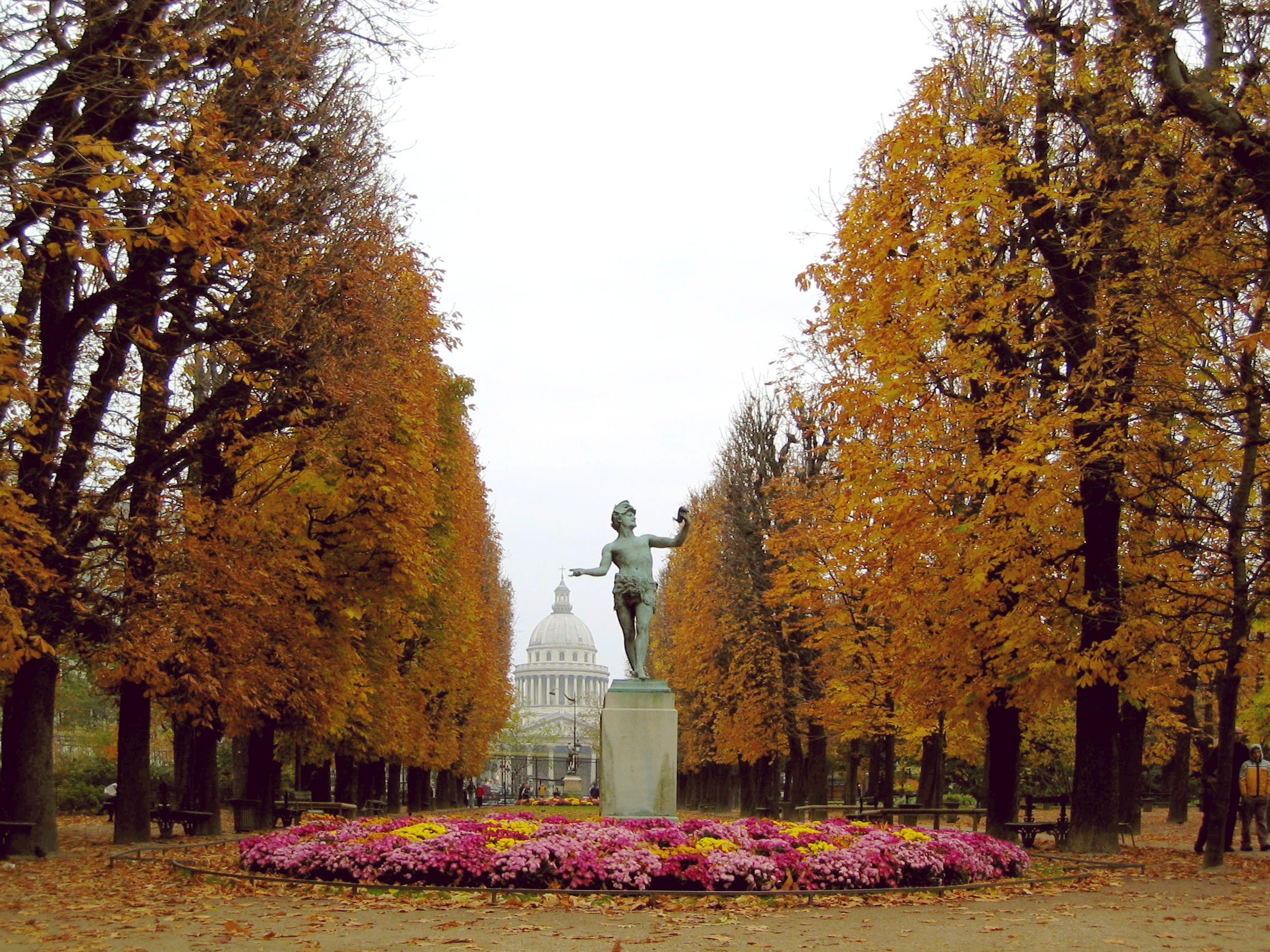
La ville du XIXe siècle s'inscrit dans la perspective de ses jardins publics. Jardin du Luxembourg à Paris.

La notion de jardin public est exposée pour la première fois en 1830 en Angleterre par John Claudius Loudon qui préconise la multiplication de parcs municipaux ouverts à tous comme instruments de réforme sociale. Elle est contemporaine du mouvement d'urbanisme hygiéniste et social qui s'inscrit dans le contexte de la révolution industrielle.
L'Allemagne s'empare activement de ces préoccupations et la création de jardins spécifiques est confiée à Peter Joseph Lenné qui met notamment à disposition du public l'intégralité des 60 ha du parc de Magdebourg (1824).
En France, engluée dans les troubles post révolutionnaires, entraînée par l’Empire dans des guerres de conquêtes, la société du début du XIXe siècle fait peu de cas des jardins. Napoléon confie à l’armée le vaste parc de Vincennes. Celle-ci le défriche, y construit champs de tir et casernements.
Il faut attendre la fin du règne napoléonien pour que le jardin public prenne peu à peu sa place dans le nouvel écheveau des relations sociales.
L’époque de l’industrialisation fait émerger une bourgeoisie fortunée, avide de divertissements et de sorties. Pour exhiber sa réussite, la ville du Second Empire va lui offrir deux nouveaux lieux de sociabilité : les boulevards et les jardins publics.
Le préfet Rambuteau, à la veille de la grande mutation de Paris au Second Empire, crée, avec le jardin de l'archevêché, le premier jardin "public". Il y intègre des bancs qui ajoutent au lieu de promenade des étapes de repos. Cette innovation légalise l'appropriation par les Parisiens de leurs espaces verts

### Le jardin haussmannien

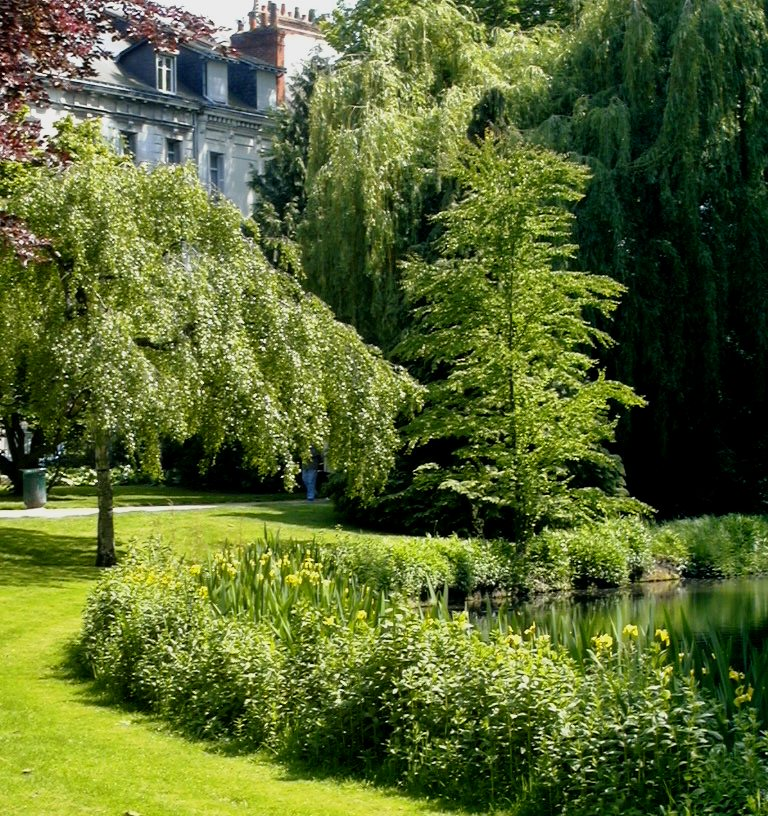
Jardin public à Tours.

Napoléon III confie à Haussmann le soin d’aménager le bois de Vincennes pour créer à l’est le pendant du bois de Boulogne. Sous ses ordres, Alphand transforme les terrains militaires en un vaste parc à l’anglaise et creuse le lac de Gravelle, alimenté par les eaux de la Marne, pour irriguer tous les autres lacs.
Le modèle créé par Alphand va rapidement devenir la référence du Jardin Public et se répandre à travers tout le pays et jusque dans ses colonies. Cette réinterprétation du jardin à l’anglaise répond en effet en tous points aux attentes de la société française de la fin du XIXe siècle.
- Voir et être vu dans de larges allées bordées de bancs, ombragées de platanes ou de marronniers. On y accède parfois en attelage.
- Se divertir, avec les casinos ou kiosques à musique dans lesquels sont donnés des concerts de plein air en journée ou en soirée.
- Explorer et découvrir une nature sauvage reconstituée avec ses grottes, ponts, lacs, ravins et points de vue pittoresques.
- Se rencontrer dans les restaurants ou buvettes ou le long des sentiers détournés.

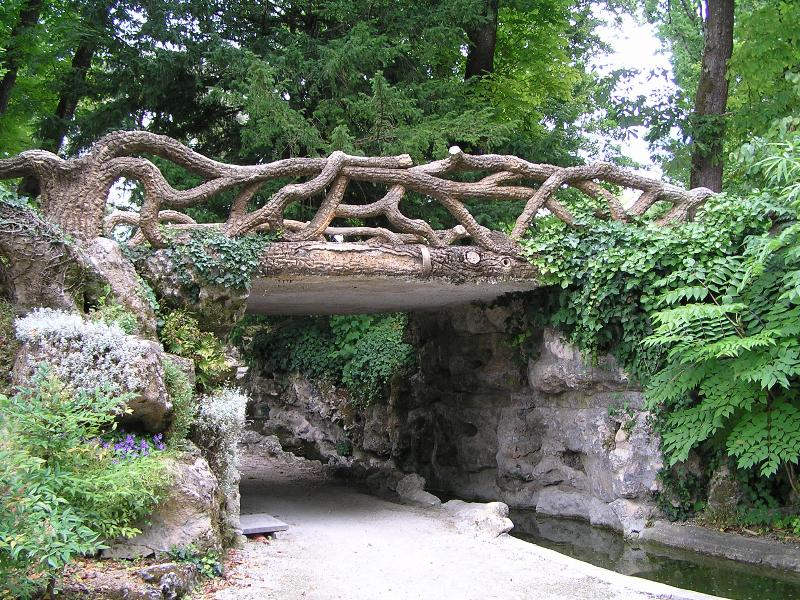
Pont romantique avec rambarde en fer-ciment, jardin public de Cognac.

Le jardin public devient ainsi une clef de l’aménagement de la ville. Les perspectives des boulevards s’y croisent, les lieux les plus en vue le bordent et les immeubles bourgeois s’installent sur son pourtour.
Sa construction devient le moyen de structurer un quartier. Dans le parc des Buttes-Chaumont, le jardin, au prix de travaux titanesques, prend la place des anciennes carrières.
La ville du XIXe siècle peut donc se lire comme un maillage de jardins publics, de formes et de dimensions variées selon les sites. Ils sont reliés entre eux par des avenues plantées, et relayés par des squares. Les squares, jardins miniatures enclos et paysagés, occupent une case dans la trame des immeubles. Ces squares de quartier, gagnés sur d'anciennes surfaces construites, sont bordés de rues et de constructions.

### Les jardins publics contemporains
La loi du 21 avril 1906 organise la protection des sites et monuments naturels de caractère artistique et les assimile aux monuments historiques. Entrés pour certains dans la catégorie reine des monuments historiques, les jardins remarquables ont été recensés par une mission de pré-inventaire en 1982. Une fois terminé, l’inventaire a relevé 9000 jardins, dont beaucoup privés, qui méritaient des mesures de protection et de restauration.

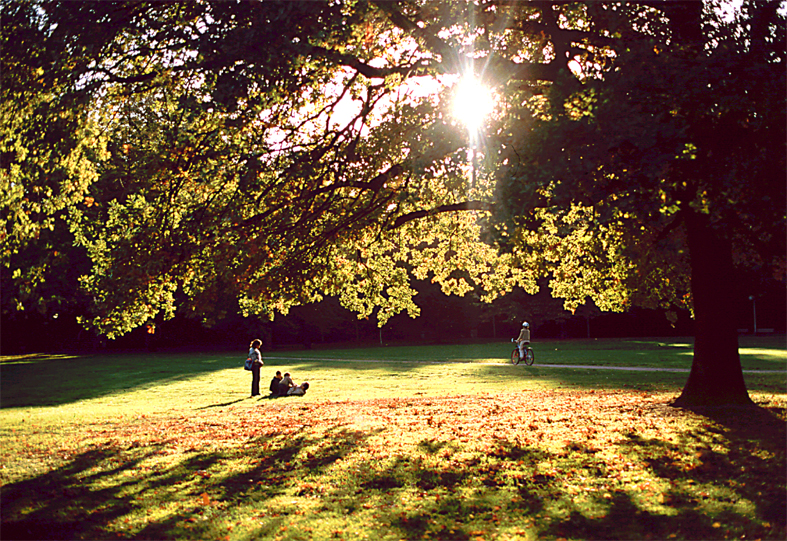
Luisenpark à Mannheim (Allemagne).

Au-delà de cette démarche de conservation, la création de Jardins Publics contemporains s’est accélérée durant les deux dernières décennies.
Leur aménagement reflète le rapport fluctuant du citadin et de la nature :
- En 1969, le parc floral de Paris s'inspire du Japon pour intégrer ses constructions.
- En 1982, l'architecte Bernard Tschumi artificialise le parc de La Villette en une symphonie d'inox luisant et de tôle rouge émaillée.
- En 1992, le parc André-Citroën enclot ses jardins à thèmes dans une vaste prairie de graminées.

## Aménagements du jardin public

### Les structures du jardin public
La composition d’un jardin public fait intervenir quatre structures distinctes :
- Les allées promenades : ces larges voies sont bordées d’alignements d’arbres et de bancs.
- Le réseau hydraulique : il est formé d’un ou plusieurs lacs reliés par des ruisseaux artificiels.
- Les sentiers pittoresques : ils ont été dessinés pour faire découvrir les points de vue remarquables du jardin. Ils sont ponctués de ponts, grottes, belvédères.
- Les lieux de rencontre : restaurants, kiosques à musique, salles de spectacle ou de jeu mais aussi roseraies ou parterres fleuris.

En fonction des contraintes et des possibilités offertes par le site choisi, chaque jardin met en valeur différemment chacune de ces quatre structures, créant une palette diversifiée de jardins publics.

### Architecture et mobilier des jardins publics

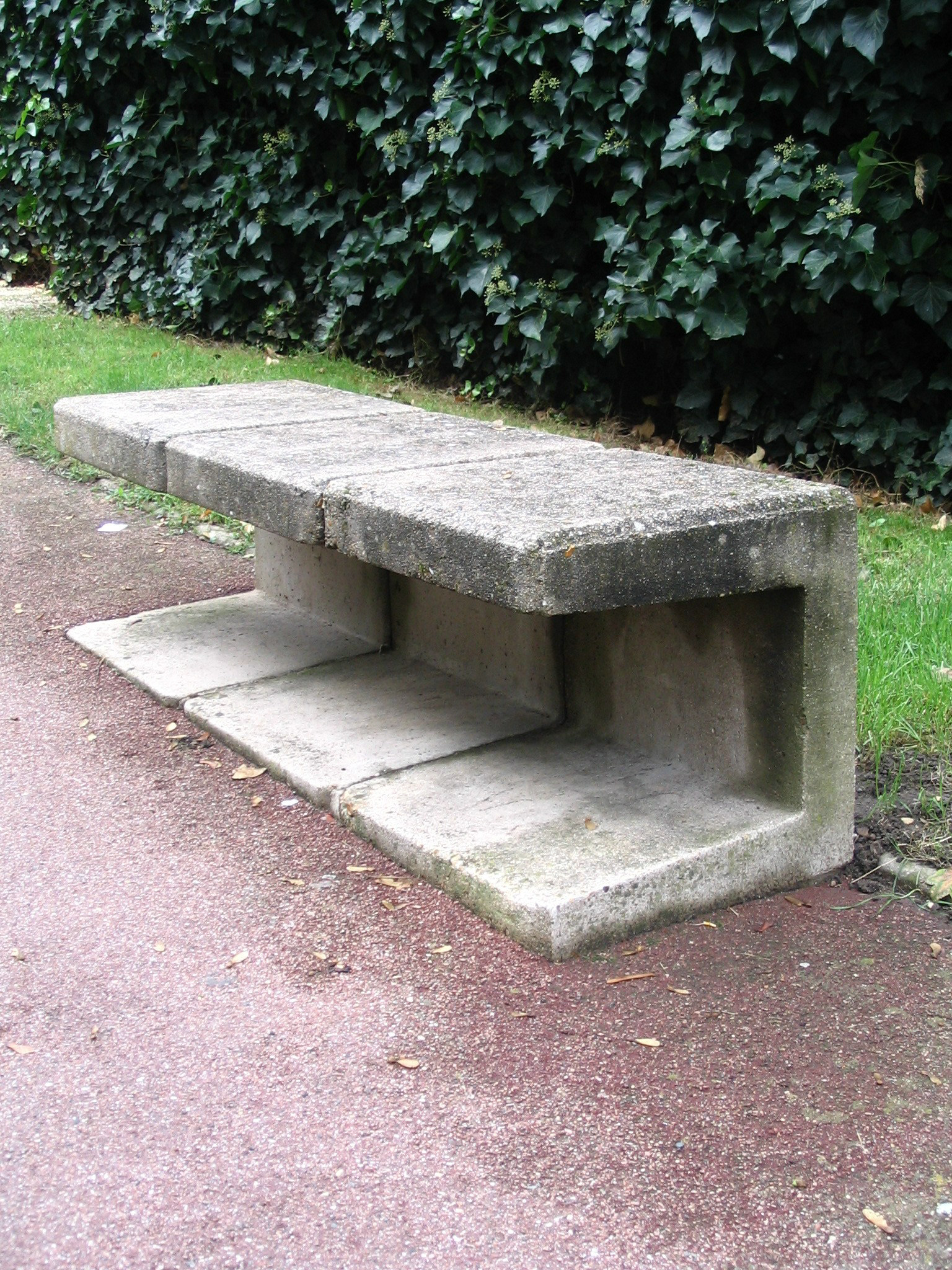
Dans la deuxième moitié du XXe siècle, le mobilier urbain a fait son apparition dans les jardins publics en lieu et place du mobilier du jardin. Il fait crûment apparaître la distance qui le sépare du modèle naturel.

Conçus comme des lieux urbains à part entière, les jardins publics ont bénéficié des mêmes attentions que les bâtiments officiels. Une architecture et un mobilier spécifiques sont donc apparus dans ces espaces à mi-chemin entre la ville et la nature.
- Les buvettes et restaurants sont en forme de chalets ou de pavillons de bois découpé.
- Les ferronneries de fonte moulée, inspirées du végétal, forment les grilles, rambardes, bancs et lampadaires.
- Le fer-ciment, utilisé pour les parapets, les escaliers ou les grottes, simule rochers et branchages entrelacés, réalisés par des rocailleurs.

La diffusion de ces modèles en dehors du jardin public a considérablement aidé à la cohérence du tissu urbain du XIXe siècle. Les fontaines, les colonnes d'information, les kiosques, les entrées de métro adoptent le style végétal et la couleur verte caractéristiques.
Les communes périphériques du bois de Vincennes comportent toutes la même typologie de grille qui signalait à distance la présence du jardin public. Cette grille est utilisée dans Paris jusqu'aux barrières d'octroi.

## Un lieu de rencontre
Le jardin public procure au visiteur l’agrément d’un lieu en retrait de la norme urbaine. Les codes de la ville sont abandonnés à l’entrée et la liberté des tenues ou des attitudes favorise les rencontres.
On retrouve des étudiants révisant leur cours, des retraités se promenant, de jeunes parents et leur enfant. Lycéens, étudiants, travailleurs en pause s'y restaurent le midi. Des musiciens ou des acteurs de théâtre profitent de cet espace pour répéter.
Le jardin public est, dans la ville, un lieu incontournable de socialisation.

## Les nouveaux modes d’entretien
Après l’agriculture, les particuliers et les collectivités locales sont les seconds utilisateurs en France de pesticides et produits phytosanitaires. Désherbage des allées, traitement des plantations et massifs, lutte contre les insectes constituent une source de pollution d’autant plus préoccupante qu’elle se situe dans un environnement urbain dense et déjà agressif.
Face à ce constat, un certain nombre de collectivités publiques modifient leurs techniques d’entretien pour s’adapter aux exigences du développement durable.
Le Conseil général des Hauts-de-Seine interdit en 2007, dans les 18 parcs et promenades départementaux, l’utilisation des désherbants chimiques, remplacés par un désherbage thermique. Cette décision fait suite à plusieurs années de réduction progressive des produits de synthèse, remplacés par des auxiliaires naturels, du compostage ou de nouvelles espèces résistantes aux maladies.
Parallèlement, les interventions d’entretien sont allégées, permettant à certaines zones de reprendre un caractère naturel.
Le parc de Sceaux est à la pointe de ces techniques avec l’introduction récente de 15 brebis chargées de l’entretien des zones de pâture sous la conduite de bergers-jardiniers spécialement formés. Les véhicules sont également en voie de remplacement par des attelages tractés par des chevaux et chargés du transport du bois mort ou des feuilles.

## Jardins publics connus

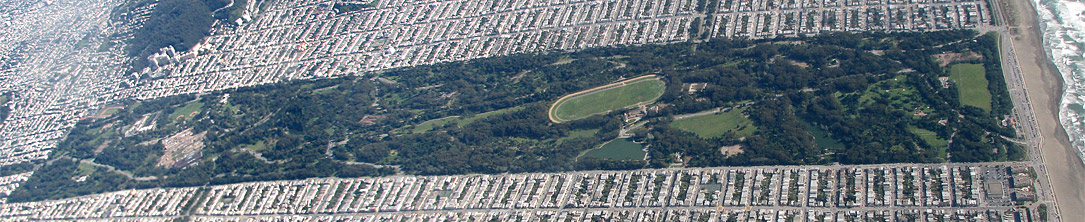
Vue aérienne du Golden Gate Park à San Francisco (États-Unis).

(P)  : Ces jardins publics sont inclus dans un parc.

### Algérie
- Jardin d'essai du Hamma à Alger

### Allemagne
- Großer Tiergarten situé à Berlin : 218 ha.
- Englischer Garten situé à Munich : 370 ha.
- Grand Jardin de Dresde : 200 ha

### Argentine
- Jardin botanique de Buenos Aires situé à Palermo, Buenos Aires
- Le jardin El Rosedal situé à Palermo, Buenos Aires : 3,4 ha.
- Parque Sarmiento situé à Cordoba : 17 ha.

### Belgique
- Jardins du Fleuriste du Stuyvenberg situé à Bruxelles - Laeken : 4,4 ha.
- Jardin botanique de Bruxelles situé à Bruxelles.

### Canada
- Jardin botanique de Montréal à Montréal : grâce à sa collection de 22 000 espèces et cultivars de plantes, ses 10 serres d'exposition, sa trentaine de jardins thématiques, son équipe de chercheurs et ses programmes d'animation, ce jardin se classe parmi les plus importants et les plus beaux jardins botaniques du monde.
- Parc du Bois-de-Coulonge à Québec, 24 ha.
- Queen Elizabeth Park à Vancouver

### Espagne
- Parc du Buen Retiro à Madrid : 118 ha.
- Casa de Campo à Madrid : 1 700 ha.

### États-Unis
- Central Park à New York : 341 ha.
- Golden Gate Park à San Francisco : 450 ha.
- Lincoln Park à Chicago : 490 ha.
- Griffith Park à Los Angeles : 1 684 ha.
- Balboa Park à San Diego : 480 ha.

### France

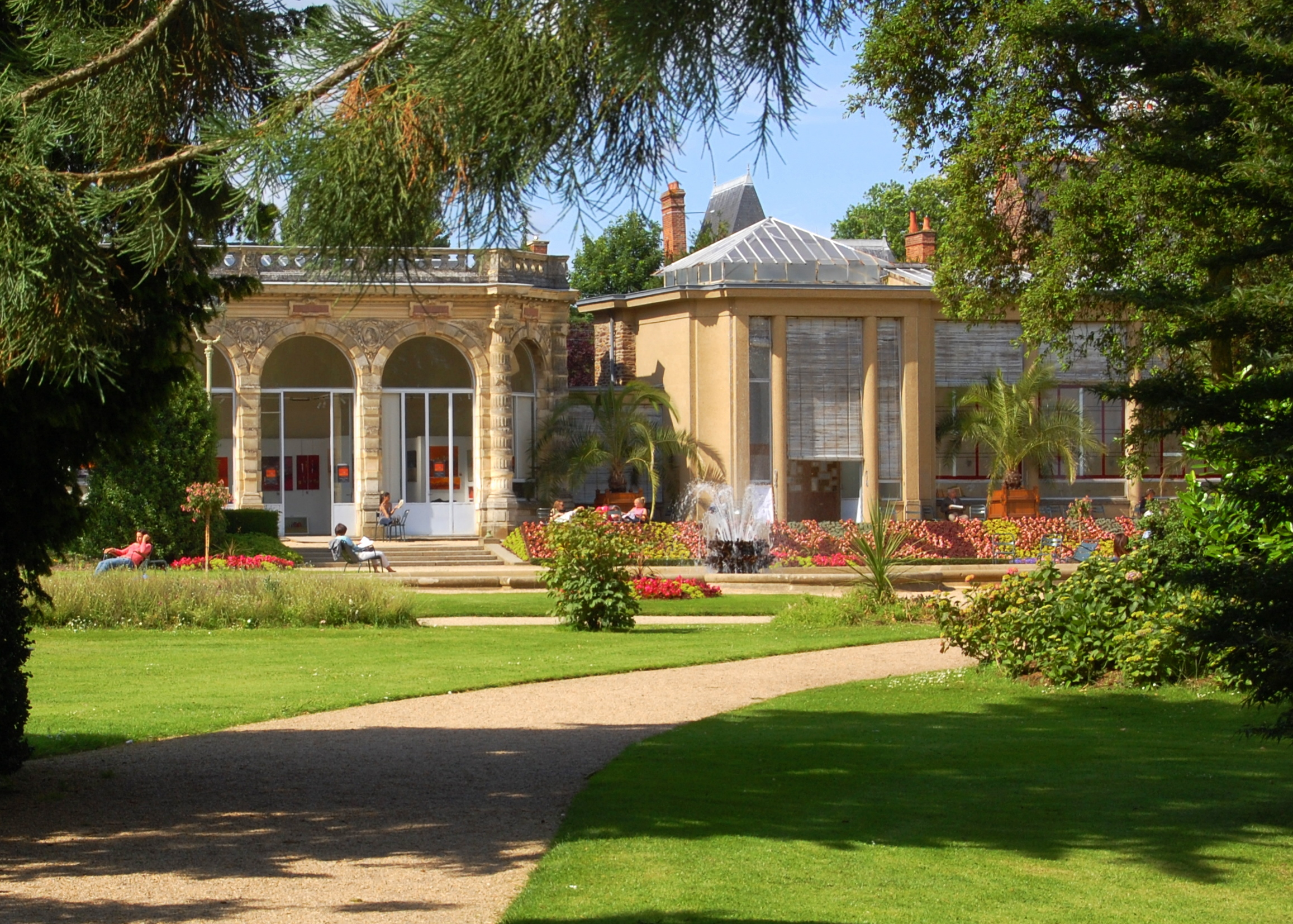
Le parc du Thabor de Rennes a la particularité de mêler jardin à la française, jardin à l’anglaise et jardin botanique.

- Propriétés de l'ancien régime transformées en jardins publics
  - Le parc de Saint-Cloud
  - Le jardin du Luxembourg[14] créé par Marie de Médicis à Paris
  - Le parc Monceau : une "folie" à Paris
  - Le jardin de Bagatelle dans le bois de Boulogne (P)
  - le parc de Sceaux

- Jardins publics haussmanniens
  - Le parc de la Tête d'Or à Lyon
  - Le parc du Thabor à Rennes
  - Le parc Borély à Marseille
  - Le parc de Procé à Nantes
  - Le jardin des Buttes-Chaumont à Paris (1867)
  - Le parc Montsouris à Paris (1878), aménagé sur des carrières et une ancienne nécropole

- Jardins publics thématiques du XIXe siècle
  - Le Parc oriental de Maulévrier.
  - Le jardin tropical de Paris dans le bois de Vincennes (1899) (P)

- Jardins publics contemporains
  - le parc floral de la Beaujoire à Nantes
  - Le Jardin botanique de la ville de Nice
  - Le parc floral de Paris dans le bois de Vincennes (1969) (P)
  - Le parc de la Villette à Paris (1982), par l'architecte Bernard Tschumi.
  - Le parc André-Citroën à Paris (1992), par les paysagistes Gilles Clément, Allain Provost et les architectes Patrick Berger, Jean-François Jodry et Jean-Paul Viguier.
  - Le parc de Bercy à Paris (1993-1997), par les paysagistes Ian Le Caisne, Philippe Raguin et les architectes Bernard Huet, Madeleine Ferrand, Jean-Pierre Feugas et Bernard Leroy.

- Jardins archéologiques
  - Le jardin archéologique de l'hôpital de Lisieux.

### Portugal
- Parc forestier de Monsanto situé à Lisbonne : 1 000 ha.

### Royaume-Uni
- Hyde Park, le plus vaste des parcs royaux de Londres : 139 ha.
- Regent's Park à Londres : 195 ha.
- Richmond Park à Londres : 955 ha.
- Jardins botaniques royaux de Kew à Londres : 121 ha.

### Tunisie
- Parc du Belvédère à Tunis : 110 ha.